# Marija Itkina

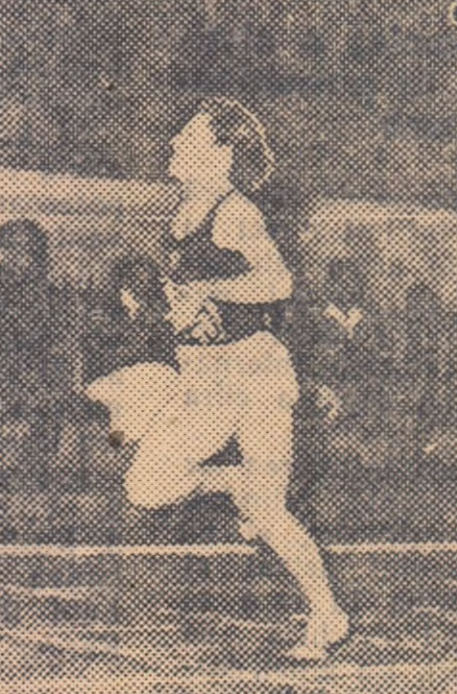
Marija Itkina

Marija Leontjewna Itkina (russisch Мария Леонтьевна Иткина, engl. Transkription Mariya Itkina; * 3. Februar 1932 in Roslawl, Oblast Smolensk, Russische SFSR; † 1. Dezember 2020 in Minsk, Belarus) war eine sowjetische Leichtathletin, die in der Zeit von 1954 bis 1964 im Sprint erfolgreich war. Die Spezialdisziplin waren die 400 Meter, über die sie mehrfach Weltrekord lief. Sie war Mitglied des Vereins Pischtschewik (Пищевик) in Minsk.

## Leben
Bei sowjetischen Meisterschaften über 100 Meter, 200 Meter, 400 Meter und 4-mal 100 Meter gewann sie insgesamt 32 Medaillen. Sie lief rund 30 sowjetische Rekorde, darunter elf über 400 Meter. Sie war die erste sowjetische Athletin, die über 200 Meter unter 24 Sekunden blieb. Sie nahm an drei Europameisterschaften teil und gewann insgesamt fünf Medaillen, darunter vier goldene. Weniger erfolgreich war sie bei Olympischen Spielen. Sie nahm dreimal teil, konnte jedoch keine Medaille gewinnen. Itkina war Vorsitzende des belarussischen Sportlerverbands.

## Erfolge

### Weltrekorde
- 11. Mai 1955 Bukarest: 53,9 s (inoff., da Rekordlisten über 400 Meter erst ab 1957 geführt wurden)
- 8. Juni 1957 Minsk: 54,0 s
- 16. Juli 1957 Moskau: 53,6 s
- 12. September 1959 Krasnodar und 14. September 1962 Belgrad: 53,4 s

### Olympische Spiele
- 1956 Melbourne: Siebte über 200 m, Vierte mit der 4 × 400-m-Staffel in 45,6 s (Marija Itkina als dritte Läuferin)
- 1960 Rom: jeweils Vierte über 100 m in 11,4 s (Siegeszeit von Wilma Rudolph: 11,0 s), über 200 m in 24,7 s (Siegeszeit von Wilma Rudolph: 24,0 s) sowie mit der 4 × 100-m-Staffel in 45,2 s (Marija Itkina als dritte Läuferin)
- 1964 Tokio: Fünfte über 400 m in 54,6 s (Siegeszeit von Betty Cuthbert: 52,0 s)

### Europameisterschaften
- 1954 Bern:
  - Gold über 200 m in 24,3 s vor Irina Turowa (UdSSR) und der Britin Shirley Hampton, beide 24,4 s.
  - Gold über 4 × 100 m in 45,8 s (Marija Itkina als dritte Läuferin) vor Deutschland in 46,3 s und Italien in 46,6 s
- 1958 Stockholm:
  - Gold über 400 m in 53,7 s vor Jekaterina Parljuk (UdSSR) in 54,8 s und der Britin Molly Hiscox in 55,7 s,
  - Bronze über 200 m in 24,3 s hinter der Polin Barbara Janiszewska in 24,1 s und Hannelore Sadau (DDR) in 24,3 s
- 1962 Belgrad:
  - Gold über 400 m in 53,4 s vor der Britin Joy Grieveson in 53,9 s und der Niederländerin Tilly van der Swaard in 54,4 s.

### Studentenmeisterschaften
- World Student Games der IUE
  - 1954 in Budapest: Silber über 200 m in 24,2 s hinter Christa Stubnick (Gold in 23,6 s) und Bronze über 100 m in 11,9 s hinter Christa Stubnick und Wera Krepkina, beide 11,8 s
  - 1955 in Warschau: Silber über 200 m in 24,5 s
  - 1957 in Moskau: Silber über 200 m in 24,0 s und Bronze über 400 m in 54,7 s hinter Antonina Chomutowa (Gold in 54,4 s) und Ursula Donath (Silber in 54,7 s)
- World University Games der FISU
  - 1957 in Paris: Gold über 200 m in 24,6 s mit 4/10 s Vorsprung vor der Zweitplatzierten